# Angioma cereja
O angioma cereja é uma pápula de forma arredondada, de cor vermelha a roxa, que cresce na pele.  Costumam surgir múltiplas lesões, localizadas sobretudo no tórax, dorso e braços, com dimensões entre 0,5 mm e 6 mm.  Geralmente são assintomáticos; no entanto, podem sangrar se forem arranhados. 
A causa é desconhecida. Podem surgir durante a gravidez e regredir posteriormente. Trata-se de um tumor benigno, constituído por uma proliferação anómala de pequenos vasos sanguíneos. O diagnóstico baseia-se na observação clínica, podendo ser complementado por dermatoscopia.
O tratamento geralmente não é necessário. Podem ser removidos por eletrocauterização, electrodesiccação ligeira, ablação por laser ou excisão tangencial, embora estes procedimentos possam deixar cicatriz.  Raramente, em casos de diagnóstico incerto, a remoção pode ser indicada para excluir cancro.
São o tipo de angioma mais comum, ocorrendo na maioria dos adultos com mais de 30 anos. A sua frequência tende a aumentar com a idade. Indivíduos do sexo masculino e feminino são afectados com frequência semelhante  Foram descritos pela primeira vez em 1872 por Campbell de Morgan, um cirurgião britânico.